# Judith Püschel
Judith Püschel (* 31. Juli 1955 in Berlin) ist eine deutsche Keramikerin.

## Leben und Werk
Nachdem Judith Püschel ab 1974 in Bürgel und Römhild Praktika bei Töpfern absolviert hatte, studierte sie von 1976 bis 1981 bei Gertraud Möhwald, Lothar Sell und Martin Wetzel in der Fachrichtung Keramik der Hochschule für industrielle Formgestaltung Halle – Burg Giebichenstein (HIF). Dabei entstanden freundschaftliche Beziehungen u. a. zu Heidi Manthey und Lutz Holland. Thema der Diplomarbeit Judith Püschels war der Entwurf und die Entwicklung von keramischem Körperschmuck, Schmuckdosen, Hand- und Wandspiegeln, einschließlich der Möglichkeiten der Vervielfältigung einzelner Stücke. 1981/1982 machte Judith Püschel noch ein Zusatzstudium in Keramik. Dabei fertigte sie u. a. keramischen Halsschmuck in Kleinserie.
Seit 1982 arbeitet Judith Püschel als freischaffende Keramikerin in der mit dem Metallgestalter Jürgen Steinau (* 1953) in Berlin-Köpenick aufgebauten gemeinsamen Werkstatt.
In der Zeit der DDR hatte Judith Püschel Einzelausstellungen und Ausstellungsbeteiligungen im Inland, u. a. 1982/1983 und 1987/1988 in Dresden an der IX. und X. Kunstausstellung der DDR, in der Bundesrepublik und in Zagreb, Vallauris und Kuala Lumpur. 1984 nahm sie am Internationalen Keramiksymposium Römhild und 1988 in Freiburg am Elisabeth-Schneider-Wettbewerb für Keramik teil. 1987 konnte sie eine Studienreise nach Italien unternehmen.
Seit der deutschen Wiedervereinigung hatte Judith Püschel eine große Zahl von Einzelausstellungen und Ausstellungsbeteiligungen. Sie beteiligte sich u. a. an Keramiksymposien in Philadelphia (1992), Honolulu (2006) und Eskisehir (2017).
Von 1995 bis 1997 hatte sie Lehraufträge an der Kunsthochschule Berlin-Weißensee, von 1995 bis 2001 mit Unterbrechungen an der HIF und 2001 an der Ernst-Moritz-Arndt-Universität Greifswald. Von 1995 bis 2012 lehrte sie auch an der Volkshochschule Köpenick.

## Mitgliedschaften
- Ab 1981 Kandidatin und von 1984 bis 1990 Mitglied des Verbands Bildender Künstler der DDR
- 1989 bis 2000: Verband Kunst und Form e. V.

## Rezeption
„Unerschöpflich scheint das Formenrepertoire Judith Püschels zu sein. Ihre Arbeiten beruhen auf dem Collageprinzip, sie fügt gefundene Materialien aus unterschiedlichen Wirklichkeitsbereichen zusammen und hinterfragt ihre Gebilde durch ironische Titel.“
Klaus Hammer

## Museen und öffentliche Sammlungen mit Werken Judith Püschels (unvollständig)
- Berlin: Kunstgewerbemuseum im Schloss Köpenick
- Berlin: Stadtmuseum[2]
- Berlin: Keramik-Museum Berlin
- Frechen: Keramion
- R. C. K. Kunststiftung Sammlung Reinhard Konzack[3]